# Orcus Patera
Der Orcus Patera ist ein großer, deformierter Impaktkrater, der am äußersten östlichen Rande der meisten Marskarten zu finden ist. Sie befindet sich zwischen den Vulkanen Elysium Mons und Olympus Mons. Die stark elliptische Formation dehnt sich 380 km von NNE-SSW und 140 km von ESE-WNW aus. Ihr Rand erhebt sich bis zu 1,8 km über die Umgebung und der Boden ist 500 m tief.